# Catocala miranda
Catocala miranda är en fjärilsart som beskrevs av H. Edwards 1881. Catocala miranda ingår i släktet Catocala och familjen nattflyn. Inga underarter finns listade i Catalogue of Life.